# Maria, Regina României
Maria, Regina României (în engleză Queen Marie of Romania) este un film istoric românesc lansat în data de 8 noiembrie 2019. Unul dintre producătorii filmului este Radu Apostolescu, fondator (la 4 decembrie 2001) al site-ului eMAG. Este regizat de regizorul italian Alexis Sweet Cahill. Filmul a fost filmat în București, Paris și Londra.
Scenariul este scris de Maria-Denise Teodoru, Brigitte Drodtloff, Ioana Manea și Alexis Cahill. În rolurile principale joacă actorii Roxana Lupu, Iulia Verdeș, Daniel Plier, Adrian Titieni și Șerban Pavlu.

## Prezentare
După Primul Război Mondial, Regatul României este devastat și cufundat în controverse politice. Singura speranță a României este Regina Maria a României (Roxana Lupu) în misiunea ei de la Paris, ca să facă lobby pentru recunoașterea internațională a Marii Uniri la Conferința de Pace de la Paris din 1919.

## Distribuție
- Roxana Lupu - Regina Maria a României[1]
- Daniel Plier - Ferdinand I al României
- Iulia Verdeș - Elena Chrissoveloni
- Adrian Titieni - Ionel Brătianu
- Anghel Damian - Prințul Carol al II-lea
- Șerban Pavlu - Ernest Ballif
- Sara Chiriacescu - Ileana
- Ioana Teodora Nimigean - Mignon
- Emil Mandanac - Prințul Știrbei
- Robert Cavanah - Joe Boyle
- Philippe Caroit[4] - Contele de Saint-Aulaire
- Dorian Boguta - Colonelul Nodet
- Anastasia Miulescu - Elisabeta
- Adrian Damian - Nicolae Mișu
- Philippe Nevo - Robert de Flers
- Nicholas Lupu - Boris Moscovici
- Adrian Ciobanu - Alexandru Averescu
- Ionut Chermenski - Ministru #2
- Geo Dobre - Ministru #1
- Karen Westwood - Regina Maria a Regatului Unit
- Neculai Predica - Cantacuzino
- Nicholas Boulton - Regele George al V-lea al Regatului Unit
- Ronald Chenery - Georges Clemenceau
- Martin Cristian - Butler Alexandru
- Richard Elfyn - Lloyd George
- Tudor Oprișan - Ionică
- Morgan Deare - Nelson Cromwell
- Alexandru Mereuță - Bunicul
- Laura Murray - Nancy Astor
- Patrick Drury - Woodrow Wilson
- William Michael Roberts - David
- Maria Muller - Zizi Lambrino
- Alexandra Salceanu - Alice Alleaume
- Constantin Florescu - Henri Mordacq
- Gica Andrusca - Secretarul Regelui
- Barnaby Taylor - Principele Nicolae al Romaniei
- Caroline Loncq - Edith Wilson
- Cingolani Stefano - Vittorio Orlando
- Jor Van Kline - Reporter bătrân
- Ryan Michael Letheren - Reporter englez
- Martin Kenny - Reporter american
- Petre Moraru - Stephen Pichon
- Adrian Radulescu - Servitorul lui Zizi
- Diana Vladu - Gabrielle de Juvenelle
- Horațiu Michel Bob - Roger Valbelle
- Tsuchiya Naofumi - Saionyi Kimmochi
- Aura Călărașu - Woman without youth
- Claudiu Trandafir - Minister #3
- Alin Rosu -  Reporter român
- Dany D (Daniel Dobre) - Reporter român[necesită citare]
- Chuckk Hubbard - Reporter american  #2 (men. ca Charles Stephen Hubard Jr.)
- Dan Tomescu - Minister #4
- Miriam Rizea -  Reporter francez
- Zoe Pacea - Reporteriță franceză #1
- Teresa Luchena - Nun #1
- Delia Danciu - Nun #2
- Lorena-Andrada Zabrautanu - Camerista Reginei Maria
- Josef Kalleder - Servitorul de la Buckingham (men. ca Joseph Kallede)
- Adrian Vâlcu - Prietenul lui Lloyd George
- Constantin Cosma - Majordom
- Dragoș Răceală - Șofer român al Reginei
- Loreta Neculai - Dădaca Principesei Ileana
- Cătălina Nan - Camerista Reginei
- Iorestina Florea - Reporter
- Adrian Eugen Ichim - Fotograf român
- Valentina Sorice - Prietena Reginei

## Primire
S-a clasat pe locul 2 la box-office-ul românesc din 2019. Filmul a fost vizionat de 139.081 de spectatori și a avut încasări totale de 2.626.958 de lei.

## Legături externe
- Queen Marie of Romania la imdb.com
- Queen Marie of Romania la cinemagia.ro

## Veziși
- Listă de filme istorice românești